# Lochen am See
Lochen am See es una localidad del distrito de Braunau am Inn, en el estado de Alta Austria, Austria, con una población estimada a principio del año 2018 de 2754 habitantes. 
Se encuentra ubicada al oeste del estado, cerca de la frontera con Alemania y del río Eno —un afluente derecho del Danubio—.